# 小行星3901
小行星3901（3901 Nanjingdaxue，3901南京大学星），是一颗主带小行星，于1958年4月7日为中国科学院紫金山天文台发现。最初的代号是1958 GQ。2002年适逢南京大学百年校庆，当年5月16日，国际小行星中心和国际小行星命名委员会批准，将3901号小行星命名为“南京大学星”，以表彰南京大学建校百年来的成就。南京大学星是第二颗以中国大陆高校命名的小行星。